# Mimi Michaels
Mimi Michaels (Great Neck, 22 de febrero de 1983) es una actriz estadounidense.

## Carrera
Su debut en el cine ocurrió en 2006 cuando interpretó el papel protagónico en la película Aimee Semple McPherson (2006). Ha tenido otros roles importantes en películas como 30 Days of Night: Dust to Dust (2008), House of Heather, y la serie de películas de horror Savage County. En 2009, Michaels integró el reparto de la película Boogeyman 3 y de la serie de televisión Meteor: Path to Destruction.

## Filmografía

### Cine
| Año  | Título                      | Rol                    | Notas |
| ---- | --------------------------- | ---------------------- | ----- |
| 2006 | Aimee Semple McPherson      | Aimee Semple McPherson |       |
| 2008 | I Heart Veronica Martin     | Anna Marks             | Corto |
| 2008 | Boogeyman 3                 | Lindsey                | Video |
| 2009 | Compulsion                  | Leslie                 | Corto |
| 2009 | Gamer                       | Stikkimuffin           |       |
| 2010 | Hip-Hop Headstrong          | Cindy                  | Corto |
| 2011 | ChromeSkull: Laid to Rest 2 | Jess                   |       |
| 2013 | OJ: The Musical             | Amy                    |       |
| 2014 | Relentless Justice          | Sherrie De Vries       |       |
| 2015 | Dope                        | Recepcionista          |       |

### Televisión
| Año  | Título                         | Rol               | Notas            |
| ---- | ------------------------------ | ----------------- | ---------------- |
| 1991 | Saturday Night Live            | Cindy             |                  |
| 1995 | All My Children                | Amanda            |                  |
| 1996 | Law & Order                    | Vanessa Carey     |                  |
| 1997 | Feds                           | Lacey Leeds       |                  |
| 2001 | Law & Order                    | Heather Denslow   |                  |
| 2003 | Dragnet                        | Alana Biehl       |                  |
| 2003 | The Division                   | Karen             |                  |
| 2003 | Without a Trace                | Terri Fuller      |                  |
| 2005 | Six Feet Under                 | Shannon           |                  |
| 2006 | Shark                          | Jenny Dennison    |                  |
| 2006 | Criminal Minds                 | Brooke Chambers   |                  |
| 2008 | Backwoods                      | Maggie            | Película para TV |
| 2008 | Shark Swarm                    | Kim Wilder        | Película para TV |
| 2008 | 30 Days of Night: Dust to Dust | Sara Maguire      |                  |
| 2009 | CSI: Crime Scene Investigation | Tiffany Cohe      |                  |
| 2009 | Meteor                         | Jenny Crowe       |                  |
| 2010 | Bones                          | Soleil            |                  |
| 2010 | Savage County                  | Megan             | Película para TV |
| 2012 | Castle                         | Sarah Marx        |                  |
| 2013 | Chosen                         | Libby             |                  |
| 2013 | 666 Park Avenue                | Catherine McKenny |                  |

### Videojuegos
| Año  | Título            | Rol               | Notas |
| ---- | ----------------- | ----------------- | ----- |
| 2013 | BioShock Infinite | Voces adicionales |       |
| 2016 | Quantum Break     | Fiona Miller      |       |